# Метта Фок
Метта Шарлотта Фок, уроджена Ріддерб'єлке (нар. 10 червня 1765 – пом. 7 листопада 1810) — шведська шляхтичка, яку визнали винною у вбивстві свого чоловіка, сина та доньки заради шлюбу з коханцем.

## Біографія
Метта Фок — донька інтенданта шляхтича Акселя Еріка Ріддерб'єлке та Гелени Маргарети Гріпенмарк. У 1783 році вийшла заміж за дворянського сержанта Генріка Йогана Фока (1757—1802). Шлюб був організований батьками. Подружжя мало кількох дітей, четверо з яких, дві доньки та два сини, у 1800 році були ще живі.
Подружжя жило в маєтку Лілла Гісславед у парафії Треваттна у Вестергйотланді. Це була невелика ферма лише з одним орендарем, тому їхній економічний рівень був дуже низьким як для представників шляхти. Генрік Йоган Фок не сягав далеко розумом. Його описували як «дуже дурного, хоча й не божевільного», саме тому він ніколи не отримував підвищення у званні сержанта: він не міг керувати справами ферми, і тому Метта Фок підпорядкувала своєму чоловікові опіку над своїм братом і взяла на себе управління.
У парафії ходили чутки, що у Метти Фок є коханець, одружений сержант і лісник Йоган Фегеркранц, який часто навідувався у Ліллу Гісславед і вона йому постійно надсилала листи. Для доставлення листів вона використовувала неписьменних посильних, які пізніше стверджували, що показували їх майору, який читав їх, а пізніше засвідчив, що вони містили вірші про кохання. Плітки також стверджували, що Йоган Фегеркранц фізично образив Йогана Фока під час одного зі своїх візитів.

### Смерті чоловіка та дітей
У червні 1802 року старший син Метти Фок, тринадцятирічний Клаес, трирічна глухоніма донька Шарлотта та чоловік Генрік Йохан, померли протягом кількох днів, смерті передувала сильна блювота, тимчасово стан покращувався, після чого наставала швидка смерть. Після цих випадків Метта Фок пішла з дому та провела кілька днів із нареченим своєї старшої дочки, потім — на норвезькому кордоні, перш ніж повернулася додому. Її поведінка викликала чутки, що вона вбила чоловіка та дітей, щоб вийти заміж за коханця.
Ці події у поєднанні з чутками про її любовний роман спричинили вимогу від місцевого лансмана провести аутопсію чоловіка Фок. Поховання все ж таки провели. Однак губернатор особисто наказав провести аутопсію, а тіло має бути ексгумованим. Однак лікар лише подивився на труп у труні та вирішив, що процедура неможлива через початок процесу розкладання. Барон Адам Фок, голова родини Фок, і племінник двоюрідного брата її покійного чоловіка, все ж таки найняв лікаря зі Скари для проведення дослідження. Він виконав це без дозволу влади та запропонував значну суму, у випадку виявлення ознак отруєння.

### Суд
Метту Фок заарештували та звинуватили у вбивстві своїх чоловіка та двох дітей миш'яком з метою побратися зі своїм коханцем. Вона заперечувала усі звинувачення. Їй заборонили контактувати із зовнішнім світом під час арешту. Її неодноразово допитували, але відмовляли у спілкуванні з адвокатом. Вона викликала власних свідків та намагалася довести, що в останках були личинки, які, як відомо, не з'являються у жертв, які померли від миш'яку, до того ж у той період у приході лютував кір. У квітні 1804 року Йоган Фегеркранц зізнався, що у них був роман, але заперечував, що знав про майбутні вбивства. Він отримав до 28 днів посту на воді та хлібі за блуд і подружню зраду.

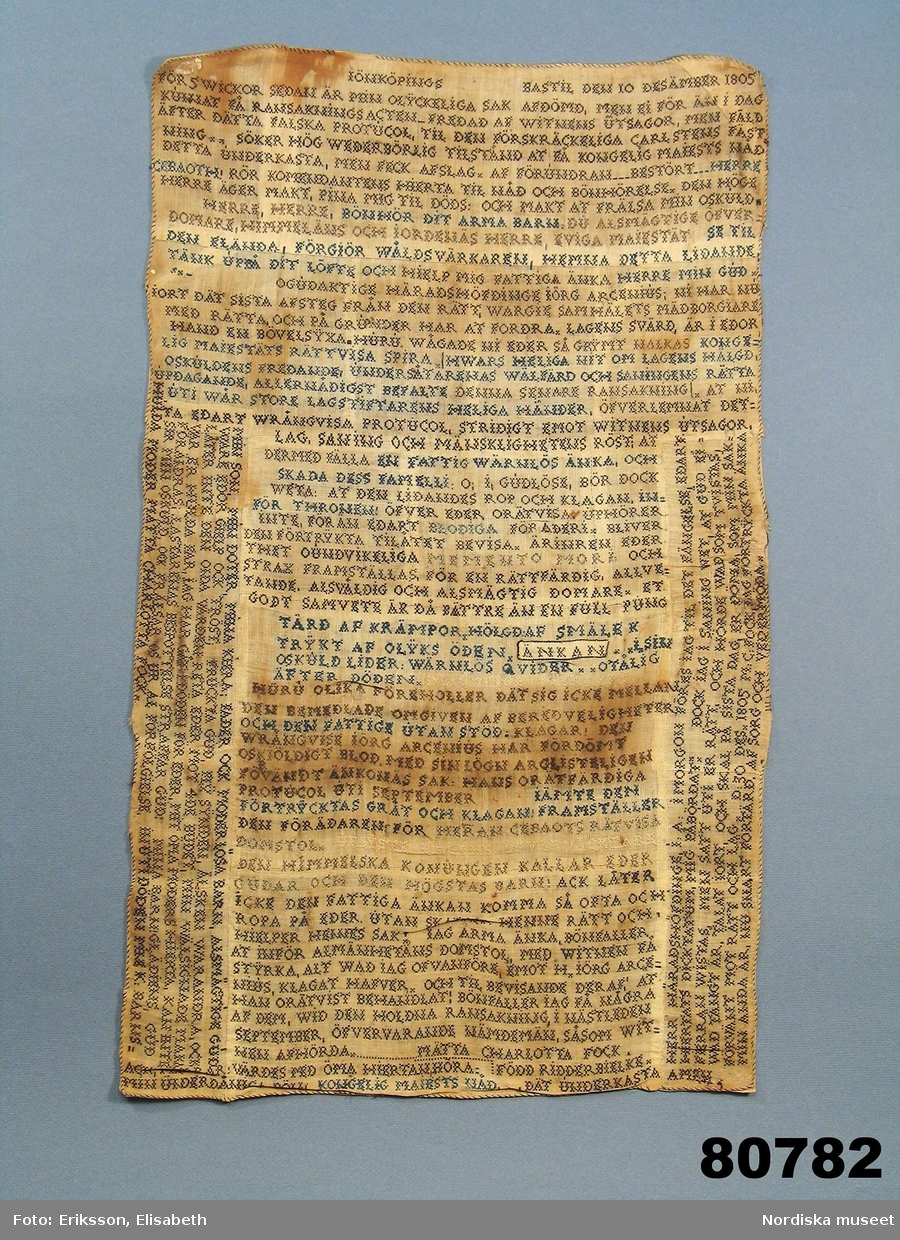
Вишиванка Метти Фок.

У квітні 1805 року більшість членів суду визнали її провину «більш ніж наполовину доведеною». Однак Фок відмовилася від зізнань і відстоювала свою версію подій. Тогочасний закон дозволяв тримати в ув'язненні обвинуваченого до його зізнання, якого не змогли визнати винним, але який вважався небезпечним для суспільства. Цей закон застосували для Метти Фок. Вона звернулася до монарха зі скаргою, і їй надали відстрочку та дозволили викликати більше свідків на свій захист; однак у листопаді 1805 року тюремний вирок був підтверджений. У 1806 році її помістили у в'язницю у Карлстені, де чекали її зізнання. Вона була єдиною жінкою-в'язнем, яку коли-небудь тримали в Карлстені, у якому зазвичай перебували лише чоловіки. Її тримали в ізоляторі, за нею наглядали лише два священники, які мали заохотити її розповісти правду.

### Ув'язнення та страта
10 грудня 1805 року у в'язниці Метта Фок написала звернення, вишивши його на 27 клаптиках лляної тканини, які вона зшила разом, оскільки вона не мала права на користування ручкою та папером. У ньому вона заявила про свою невинуватість і поскаржилася на поводження з нею. Апеляція потрапила до Софі Адлерспаре, яка за заповітом передала її у Скандинавський музей, де вона зберігається досі.
У квітні 1809 року вона визнала свою провину. Пізніше вона відмовилася від своїх зізнань і знову почала захищатися, але безуспішно. Її засудили до страти шляхом обезголовлення та попердеднім відрубанням руки з подальшим спаленням. Страта відбулася 7 листопада 1810 року у Фегредсмоні у Вестерйотланд.

## Метта Фок у художній літературі
Випадок описаний у книзі «Trefalt mord?» («Потрійне вбивство?») адвоката Інгве Літткенс (1996). На думку автора судовий процес був упередженим, зізнання Фок сумнівними, й вона сама стала потенційною жертвою судової помилки.
Стефан Андерссон присвятив їй пісню в альбомі «Skeppsråttan» (2009).
Вона є головною темою роману «Меркуріум» Енн Росман (2012), в якому вона зображена невинною.